# De-Toni-Fanconi-Syndrom
Das De-Toni-Fanconi-Syndrom (auch Debré-de-Toni-Fanconi-Syndrom, Fanconisyndrom, Debré-Toni-Fanconi-Syndrom, synonym De-Toni-Fanconi-Komplex, Glucose-Aminosäuren-Diabetes) ist eine vererbte oder erworbene Funktionsstörung des Energiehaushalts der proximalen Tubuluszellen der Niere, die zu einer Funktionsstörung dieses Organs und zu weiteren Symptomen führt. Glukose (Traubenzucker), Phosphat und Aminosäuren werden in einem zu geringen Maße rückresorbiert, sodass es zu Störungen im Elektrolythaushalt und des pH-Werts des betroffenen Menschen kommt. Im Urin finden sich pathologische Eiweiß- und Aminosäurewerte.
Das De-Toni-Fanconi-Syndrom wurde 1931 zum ersten Male beschrieben und geht auf den Italiener Giovanni De Toni (1896–1973) und den Schweizer Kinderarzt Guido Fanconi (1892–1979) zurück. Das Debré-de-Toni-Fanconi-Syndrom ist nicht mit der Fanconi-Anämie identisch. Auf Fanconi gehen mehrere bekannte Syndrome zurück.
Vom französischen Kinderarzt Robert Debré (1882–1978) und Mitarbeitern stammt eine Beschreibung aus dem Jahre 1934.
Unterschieden werden:
- Fanconi-Syndrom des infantilen Typs, das primäre (idiopathisches) Fanconi-Syndrom. Dies tritt meist spontan auf, wird aber auch autosomal-rezessiv vererbt.
- Fanconi-Syndrom des adulten Typs mit weniger schwerwiegendem Verlauf. Die Lebenserwartung ist hier normal.
- Sekundäres Fanconi-Syndrom als begleitende Erkrankung bei vererbten Stoffwechselkrankheiten wie dem Lowe-Syndrom, der Cystinose und anderen Erbkrankheiten. Aber auch sekundär bei der Amyloidose, Sjögren-Syndrom, Tumoren, als unerwünschte Wirkung von Medikamenten oder Vergiftungen

Beispielsweise kann das Fanconi-Syndrom bei Einnahme des abgelaufenen Antibiotikums Tetracyclin durch dessen Zersetzungsprodukte erworben werden.
Die Erkrankung ist nicht zu verwechseln mit dem Fanconi-Bickel-Syndrom, einer Glykogenspeicherkrankheit.

## Symptome
Es zeigt sich häufig im Blut eine Azidose. Das Wachstum der betroffenen Kinder ist verzögert, es kann zu einer Polyurie mit entsprechender Austrocknung (Dehydrierung, Exsikkose) kommen. Durch den renalen Phosphatverlust entmineralisieren die Knochen, es entsteht eine Vitamin-D-resistente Rachitis bei allgemeiner körperlicher Schwäche.

## Therapie
Therapeutisch kann eine der Nierenerkrankung angepasste eiweiß- und phosphatreiche Diät hilfreich sein.

## Fanconi-Syndrom bei Tieren
Die Erkrankung spielt auch in der Tiermedizin eine Rolle, vor allem bei Haushunden, hier ist die Bezeichnung Fanconi-Syndrom gebräuchlich. Die genetische Form tritt beim Basenji auf. Eine idiopathische Form kommt bei Norwegischen Elchhunden, Labrador Retriever, Shetland Sheepdog und Zwergschnauzer vor. Darüber kann es zu einem erworbenen Fanconi-Syndrom durch Schwermetallvergiftungen oder bei übermäßiger Aufnahme von Trockenfleisch kommen. Trockenfleisch führt zu einer verminderten Rückgewinnung von Glucose, Aminosäuren und Bicarbonat in den Nierenkanälchen und dadurch zu einer Azidose im Bereich der Tubuli.
Klinisch zeigt sich das Fanconi-Syndrom unspezifisch mit Apathie, Fressunlust, Polyurie und Polydipsie, Gewichtsabnahme, Schwäche und Erbrechen. Im Blut lässt sich eine Neutrophilie mit Linksverschiebung nachweisen. Kalium, Natrium und Phosphat sind im Serum erniedrigt, Harnstoff, Kreatinin, Aldosteron und die Alanin-Aminotransferase sind erhöht. Die Diagnose wird anhand der Mengenbestimmung der Aminosäuren Threonin, Glutamin, Prolin, Glycin und Alanin im Urin in Kombination mit der Bestimmung der Glucoseausscheidung gestellt.